# Wach auf, wach auf, ’s ist hohe Zeit

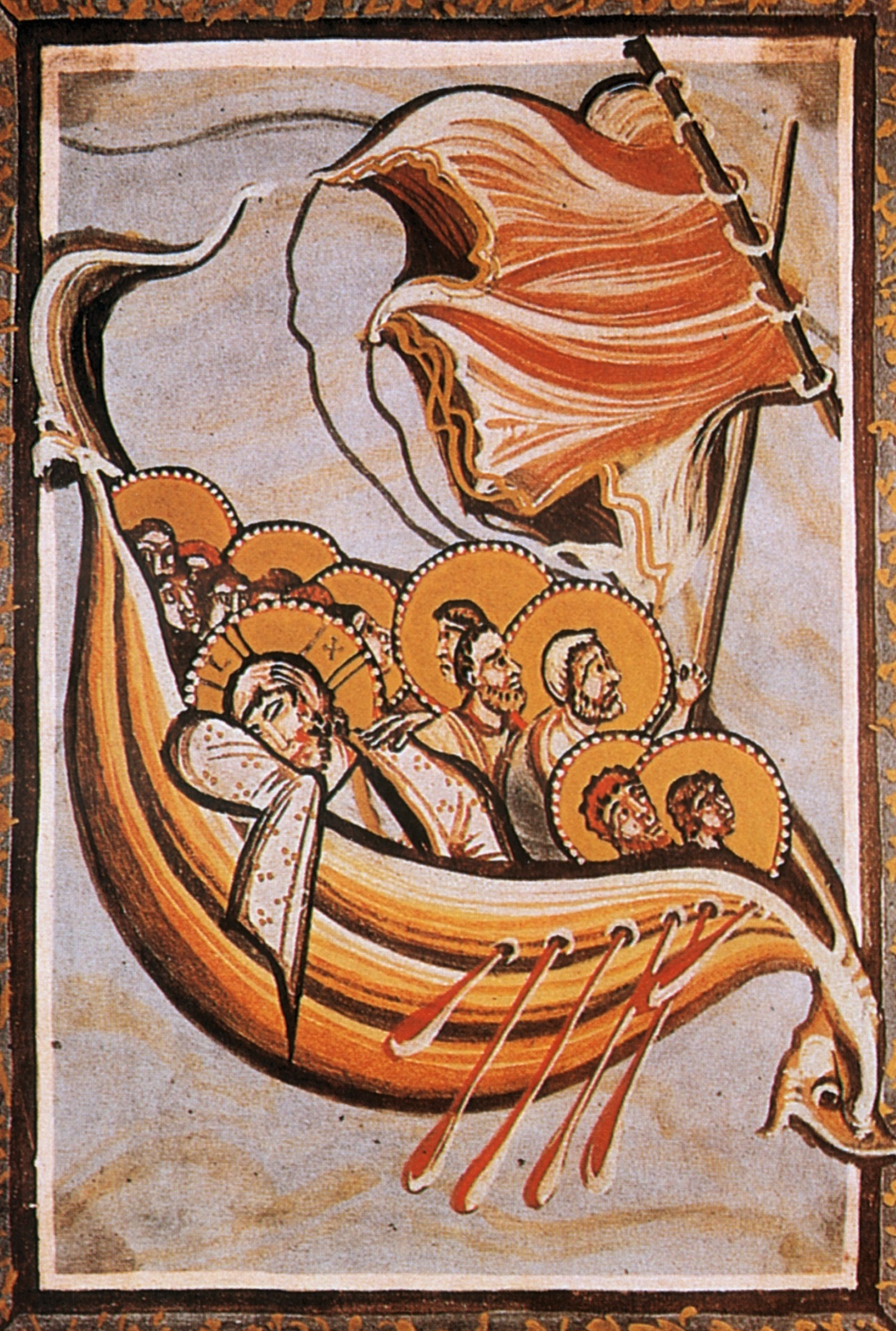
Jesus schläft im Sturm auf dem See, Hitda-Codex, um 1000

Wach auf, wach auf, ’s ist hohe Zeit ist ein Kirchenlied, das auf einen Text des schwäbisch-schweizerischen Reformators Ambrosius Blarer aus dem Jahr 1561 zurückgeht. Es steht mit einer Melodie von Melchior Vulpius im Evangelischen Gesangbuch (Nr. 244) und im Evangelisch-reformierten Gesangbuch der Schweiz (Nr. 789) und gehört auch zu den von der Arbeitsgemeinschaft für ökumenisches Liedgut erarbeiteten gemeinsamen Liedern der Christen deutscher Sprache. Das Lied ist ein Weckruf an den schlafenden Jesus Christus angesichts der „Seenot“ der Kirche (Mk 4,37–38 ).

## Entstehung
Im Jahr 1562 fertigte der Verleger Gregor Mangolt in Zürich eine handschriftliche Sammlung der von ihm hochgeschätzten geistlichen Gedichte seines Freundes und Gleichgesinnten Ambrosius Blarer an, der damals in Winterthur wirkte. Darin ist Wach vff, wach vff! es ist groß zyt als einer der letzten Texte des damals fast 70-jährigen Blarer († 1564) enthalten. Hintergrund des Versgebets in 14 Paarreimstrophen sind die heftigen, auch gewalttätigen reformatorischen und gegenreformatorischen Auseinandersetzungen jener Jahre in den Schweizer Kantonen, deren Ausgang offen war. Blarer selbst hatte seine Heimatstadt Konstanz im Zuge der Rekatholisierung 1548 verlassen müssen.
In Mangolts Abschrift trägt das Lied die Überschrift „Ein spruch oder gsang vff 16 Januarij im 1561 jar“. Am 16. Januar 1561 rief der Bischof von Como und päpstliche Nuntius in der Schweiz Giovanni Antonio Volpe auf der Tagsatzung in Baden die Eidgenossen im Namen des Papstes Pius IV. zur Teilnahme an der Fortsetzung des seit zehn Jahren unterbrochenen Konzils von Trient auf.

## Rezeption
Blarers Hilferuf zu Christus wurde nicht zum Gemeindegesang und blieb 300 Jahre lang weitgehend unbekannt. Erst der Hymnologe Philipp Wackernagel, der Ambrosius Blarer in seiner Sammlung Das deutsche Kirchenlied, von Martin Luther bis auf Nicolaus Herman und Ambrosius Blaurer (Stuttgart 1841) einen bedeutenden Platz einräumte, druckte dort auch Wach auf, wach auf im Originalwortlaut der Mangolt-Handschrift ab. Damit begann die „Entdeckung“ des Textes und die bearbeitete Übernahme in verschiedene evangelische Gesangbücher.
Friedrich Spitta gab 1899 das Gesangbuch für die evangelischen Gemeinden in Elsaß-Lothringen heraus, darin Wach auf, wach auf als Lied zum Reformationstag mit allen 14 Strophen Blarers und der Melodie von Erhalt uns, Herr, bei deinem Wort. Im Deutschen Evangelischen Gesangbuch (1915) fehlt das Lied, aber in den landeskirchlichen Liederteil für Frankfurt (1928) wurde es aufgenommen (Rubrik Die Kirche und die Gnadenmittel). Im landeskirchlichen Liederteil für Rheinland und Westfalen (1929, 7 Strophen) ist ihm erstmals die Melodie Der Tag bricht an und zeiget sich von Melchior Vulpius zugeordnet, die seitdem mit ihm verbunden blieb.
1932 erschien das von Otto Riethmüller redigierte Jugendgesangbuch Ein neues Lied. Es bietet Wach auf, wach auf in einer achtstrophigen Version (Bearbeitungen von Blarers Strophen 1–3, 7–9, 13 und 14, Rubrik Sammlung und Sendung der Kirche).
In der Zeit des Nationalsozialismus wurde Wach auf, wach auf in Liederbüchern sowohl der Bekennenden Kirche als auch der Deutschen Christen abgedruckt, dort im Kontext des Kirchenkampfs, hier als Ausdruck des „nationalen Erwachens“, wobei Christus mit Blarers 13. Strophe als „Hauptmann“ verstanden wurde und alle Schuld- und Bußaussagen wegfielen.
Dieses Thema findet sich in der 11-strophigen EKG-Fassung (Nr. 204, Rubrik Psalmen, Bitt- und Lobgesänge – Die Kirche) mit Blarers Strophe 10; dagegen sind seine Strophen 6–8 ausgelassen.
Die EG-Fassung (Rubrik Gottesdienst – Sammlung und Sendung) bietet Bearbeitungen von Blarers Strophen 1–6, 8 und 9. Die EG-Strophe 7 ist in der von Wackernagel edierten Fassung nicht enthalten (vgl. unten). Die EG-Strophe 8 beschreibt die Bedrohung der Kirche noch deutlicher als Blarers Strophe 8 als einen Konflikt um die Geltung von Gottes Wort. Die EG-Strophe 10 klingt nur in der zweiten Hälfte an Blarers Schlussstrophe an; die erste Hälfte formuliert die (bei Blarer fehlende) Bitte, dass der „Feind“ zu Christus bekehrt werden und gemeinsam mit „uns“ ihn loben möge.
Dass das Lied auch von der Arbeitsgemeinschaft für ökumenisches Liedgut rezipiert wurde, setzt eine Deutung voraus, die nicht mehr den konfessionellen Gegensatz im Blick hat, sondern die – durch Mangel an „Zucht und Ehrbarkeit“ (Strophe 6) von Christen mitverursachte – Ablehnung von christlichem Glauben und Kirche überhaupt.

## Text im Evangelischen Gesangbuch

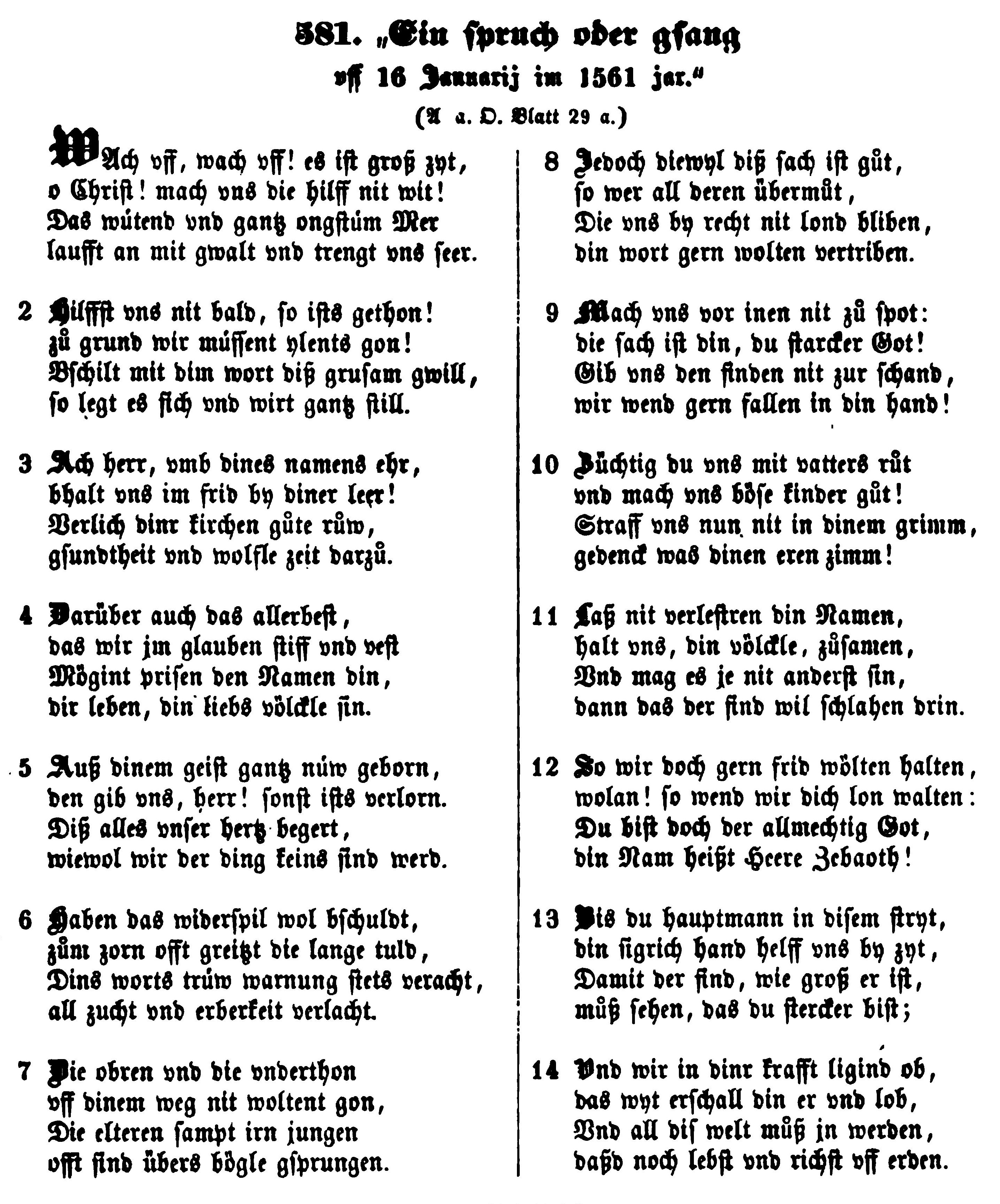
Wach vff, wach vff! es ist groß zyt, Text der Handschrift von 1562 (Edition Philipp Wackernagel 1841)

| 1. Wach auf, wach auf, ’s ist hohe Zeit, Christ, sei mit deiner Hilf nicht weit! Das wütend ungestüme Meer läuft an mit Macht und drängt uns sehr. 2. Hilfst du nicht bald, so ist’s geschehn, zugrund wir müssen eilends gehn. Bedroh der Wellen wild Gebrüll, so legt es sich und wird ganz still. 3. Ach Herr, um deines Namens Ehr halt uns im Fried bei deiner Lehr; gib deiner Kirche gute Ruh, Gesundheit und Gedeihn dazu. 4. Darüber auch das Allerbest: dass wir im Glauben stark und fest dich preisen und den Namen dein, dir leben, dein lieb Völklein sein, 5. aus deinem Geist ganz neu geborn; den gib uns, Herr, sonst ist’s verlorn. Dies alles unser Herz begehrt, wiewohl wir deren keins sind wert. | 6. Haben das Widerspiel verschuld’t, zum Zorn gereizt oft dein Geduld, dein treue Warnung auch veracht’, all Zucht und Ehrbarkeit verlacht. 7. Und ist vielleicht das Maß jetzt voll, dass unsre Sünde haben soll verdiente Straf, so g’schieht uns recht als einem ungetreuen Knecht. 8. Jedoch, dieweil dein Wort ist gut, so wehr all derer Übermut, die uns dabei nicht lassen stehn und es vertrieben möchten sehn. 9. Mach uns vor ihnen nicht zu Spott; die Sach ist dein, o starker Gott. Gib uns den Feinden nicht zur Schand; wir fallen gern in deine Hand. 10. Bekehr den Feind zu Christi Lehr, dass er mit uns dich lob und ehr und alle Welt des inne werd, dass du groß Wunder tust auf Erd. |

## Weitere Quelle
Der Text war auch in einem Druck von 1561 enthalten: Ein Gebett g°ut=||hertziger leüt gemeiner Eid=||gnoschafft/ z°u Gott/ durch || Christum/ vmb einen g°uten || Landfride/ mit angehenck=||ter Clag ab gemeiner welt || vnb°ußfertigkeit/ vnd ver=||manung z°u ylender || besserung. Er trägt dort die Überschrift Ein gebät gemeiner Christ gleubigen wider ihre Find. Darin findet sich auch die Vorlage zur EG-Strophe 7.